# Communauté rurale de Koulor
La communauté rurale de Koulor est une communauté rurale du Sénégal située à l'est du pays. 
Elle fait partie de l'arrondissement de Koulor, du département de Goudiry et de la région de Tambacounda.